# Borough of Halton
Borough of Halton är en enhetskommun i  i Cheshire i Storbritannien. Den ligger i riksdelen England, i den centrala delen av landet, 270 km nordväst om huvudstaden London. Kommunen har 128 964 invånare (2022).

## Orter
Borough of Halton består av två större orter som är unparished areas där cirka 94% av befolkningen bor och sex stycken civil parishes som till övervägande del består av landsbygdsområden.
Större orter (unparished areas):
- Runcorn med orten Halton
- Widnes

Civil parishes:
- Daresbury
- Hale
- Halebank
- Moore
- Preston Brook med orten Preston on the Hill
- Sandymoor